# Great American Tower
La Great American Tower est un gratte-ciel de 203 mètres de hauteur construit à Cincinnati dans l'Ohio aux États-Unis de 2008 à 2011. C'est le plus haut immeuble de l'agglomération de Cincinnati devant la Carew Tower et l'un des plus hauts construits aux États-Unis en 2011.
Il fait partie du complexe Queen City Square qui comprend également une tour de 15 étages.
Le bâtiment a été conçu pour respecter l'environnement et a reçu pour cela la certification LEED Gold, l'équivalent américain de la norme française Haute qualité environnementale (HQE). 
La couronne qui surplombe l'immeuble mesure 40 mètres de hauteur, 48 mètres d'est en ouest, et 28 mètres du nord au sud. Elle pèse 400 tonnes.
Cette couronne est inspirée du surnom de Cincinnati « Queen City » et d'une couronne portée par la princesse Diana.
C'est l'un des très rare gratte-ciel de la planète surmonté d'une couronne avec le Bund Center de Shanghai en Chine.
L'immeuble est desservi par 26 ascenseurs et comprend une surface de plancher de 74 322 m².
L'architecte est l'agence Hellmuth, Obata & Kassabaum.